# Алгебраїчне числове поле
Алгебраїчне числове поле, алгебричне числове поле — скінченне розширення поля раціональних чисел. Кожне скінченне розширення є алгебраїчним, тому такі поля є підполями алгебраїчних чисел. Алгебраїчні числові поля і кільця їх цілих чисел є одним з основних об'єктів вивчення алгебраїчної теорії чисел.

## Приклади
- Поле раціональних гаусових чисел, тобто поле виду {\displaystyle a+bi,~a,b\in \mathbb {Q} ,~i={\sqrt {-1}}.}
- Узагальненням попереднього прикладу є квадратичне поле {\displaystyle \mathbb {Q} [{\sqrt {d}}],} що одержується приєднанням до раціональних чисел кореня з деякого цілого числа, що не є квадратом.
- Кругове поле {\displaystyle \mathbb {Q} (\zeta _{n}),} де {\displaystyle \zeta _{n}} — первісний корінь з одиниці степеня n.
- Поля дійсних і комплексних чисел є нескінченними розширеннями поля раціональних чисел, тому ці числові поля не є алгебраїчними.